# Village-aux-Oies
 (mai 2021).

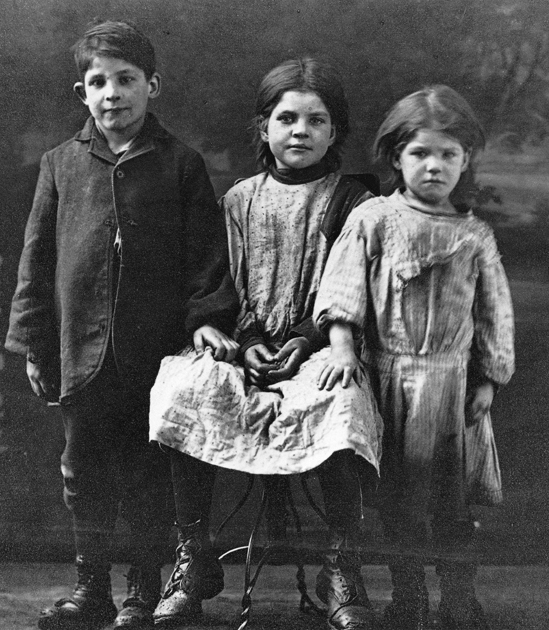
Les enfants du Village-aux-Oies, vers 1910

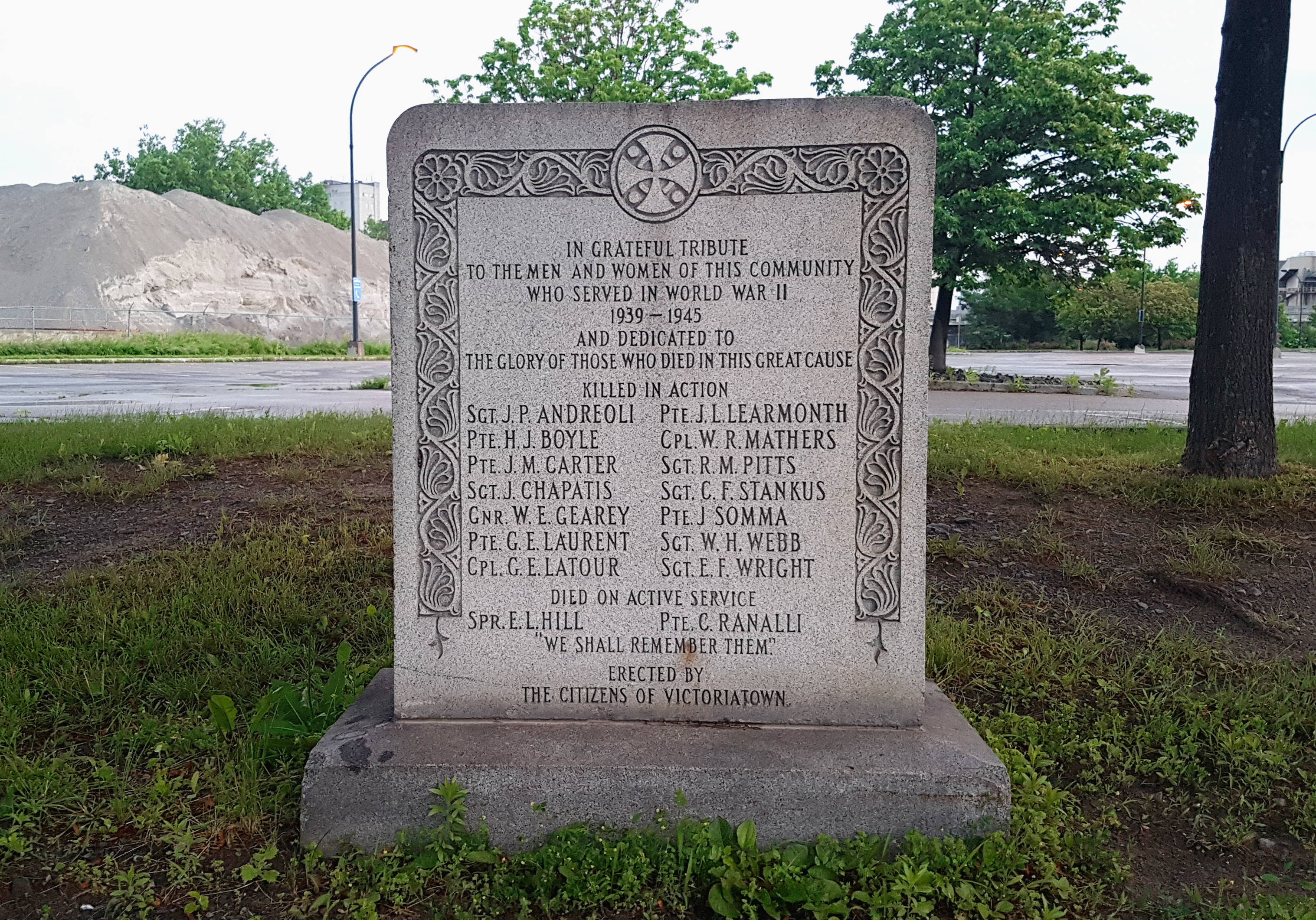
Monument commémoratif de la seconde guerre mondiale, Village-aux-Oies

Le Village-aux-Oies (également appelé Goose Village, Victoriatown, pointe du Moulin-à-Vent) est un ancien quartier de Montréal. Son nom provient du fait que les Autochtones y pratiquaient la chasse aux oies et en raison de sa proximité au pont Victoria. Près de la moitié des habitants de ce quartier ouvrier et industriel étaient des nouveaux arrivants d'origine italienne; un autre quart de la population était d'origine britannique ou irlandaise et 15 % était d'origine canadienne-française.
C'est sur le futur site du village, à la pointe du Moulin-à-Vent, que des milliers d'immigrants irlandais sont morts du typhus en 1847-1848, dans des hangars érigés pour les malades. Dix ans plus tard, les ouvriers qui ont construit le pont ont découvert les restes des victimes de la fièvre et érigé le monument commémoratif irlandais, aussi appelé la Roche Noire, à leur mémoire.
Après l'annonce de l'Expo 67, les habitations du quartier ont été expropriées par la Ville de Montréal. En 1964, la ville a démoli le Village-aux-Oies, déplaçant 330 familles. Les anciennes rues comprenaient Forfar, Conway, Britannia, Bridge, Menai et Riverside. Des six rues qui en abritaient 1500, il ne reste que la caserne de pompiers no. 21 sur la rue Mill et une distillerie.
Plus de la moitié des habitants du village en 1962 étaient des Italo-Québécois et des personnes d'origine irlandaise, anglaise, polonaise et ukrainienne complètent le tout. Neuf résidents sur 10 étaient catholiques.
Pendant les années 1960, un sort semblable a été réservé au Faubourg à m'lasse et à Griffintown car ces quartiers étaient en piètre état et la Ville, dirigée par le maire Jean Drapeau, voulait se débarrasser de tous ses quartiers de taudis.

## Après la démolition
Après les expropriations, l'Autostade fut construit et fut utilisé comme stade sportif des Alouettes de Montréal, mais il a fermé ses portes en 1976.
À l'époque actuelle, certains promoteurs immobiliers veulent revitaliser le secteur. Par exemple, il est question depuis quelque temps de construire un nouveau stade de baseball dans les environs afin de ramener les Expos de Montréal à Montréal. Dans les projets de développement du quartier, les noms secteur du bassin Peel et quartier Bonaventure sont utilisés. Le Village-aux-Oies est à proximité de Griffintown, dont l'image a été transformée au cours des dernières années par de nombreux projets de construction de condos.
En 2024, la ville de Montréal propose de développer un nouveau quartier résidentiel, maintenant appelé secteur Bridge-Bonaventure, qui comprendrait l'ancienne pointe du Moulin-à-Vent,,,.

## Héritage
Le quartier fait l'objet d'un livre de 2023 de Marisa Portolese, professeure et photographe de l'Université Concordia, fille d'immigrants italiens qui se sont installés dans la région au début des années 1950 avant d'être forcés de déménager lorsqu'ils ont reçu, comme leurs autres voisins, leurs avis d'expulsion.
La construction[Laquelle ?] devrait commencer en 2025 sur un parc commémoratif autour de la Roche Noire.